# Runderneuerung
Die Reifenrunderneuerung ist ein Verfahren, bei dem der Reifenunterbau (die Karkasse) des abgefahrenen Autoreifen wiederverwendet wird. Erneuert werden die Lauffläche und die Flanken, nachdem das alte Profil abgeraut wurde. So kann die Basis des Reifens erhalten und damit Material und Energie eingespart werden.
Die Herstellung der Reifenkarkasse mit den Stahlcordeinlagen ist bei den Anforderungen, die heute an Reifen gestellt werden, ein bekannter Produktionsablauf, der schon über 100 Jahre eingesetzt wird. Mit der Reifenrunderneuerung wird die Karkasse eines Altreifens einem zweiten Einsatz zugeführt.
Sowohl Neureifenhersteller als auch reine Reifen-Runderneuerungsbetriebe produzieren runderneuerte Reifen für fast alle Einsatzarten: Pkw, Lkw, Omnibus, Erdbewegungsmaschinen, Gabelstapler bzw. Flurförderfahrzeuge. Flugzeugreifen werden bis zu 12-mal, Nutzfahrzeugreifen bis zu 3-mal, Pkw-Reifen maximal 1-mal runderneuert.

## Geschichte
Man geht davon aus, dass in den frühen Jahren des 20. Jahrhunderts die Reifenerneuerung in Deutschland begann. Die Runderneuerung hat also eine über hundertjährige Geschichte, in deren Verlauf sich die Prozesse, Techniken und Sicherheitsvorschriften weiterentwickelten. Die deutsche Continental AG setzt bereits seit 1903 auf Runderneuerung von Lkw-Reifen.
Um die Zeit des Zweiten Weltkriegs erfuhr die Reifenerneuerung durch Ressourcenknappheit einen Höhepunkt. Reparaturen waren auch in den drei Jahrzehnten vorher schon gefragt, nicht zuletzt weil die Neureifen teurer waren und nur fünf- bis achttausend Kilometer gefahren werden konnten. Speziell in den 1940er-Jahren entstanden viele Vulkanisieranstalten (wobei die Reifenspezialisten damals vornehmlich in ihren Kellergeschossen erneuerten). In den 1960er-Jahren entstanden in ganz Europa Runderneuerungswerke für Pkw- und Nfz-Reifen. Bis in die 1980er-Jahre war der runderneuerte Reifen ein Standardreifen, der günstiger als ein vergleichbarer Neureifen war. Erst in den 1990er-Jahren, als Neureifen aus Fernost – sogenannte Billigreifen – auch in Europa angeboten wurden, verlor vor allem der runderneuerte PKW-Reifen an Bedeutung. Die Autofahrer ließen sich von dem Wort „Neureifen“ leiten. Im Nfz-Bereich haben sich die runderneuerten Reifen besser behauptet. Dort spielen Wirtschaftlichkeit und Laufleistung eine größere Rolle.

## Vorurteile
Runderneuerte Reifen leiden teilweise unter einem negativen Ruf. Das liegt an teilweise veralteten Informationen und Vorurteilen, die aus der Vergangenheit rühren. Runderneuerte Reifen werden heute nahezu vollautomatisch gefertigt. Die Karkassen werden akribisch geprüft und die eingesetzten Materialien sollen der Qualität von Neureifen entsprechen.
Runderneuerte Reifen sind in Bezug auf Qualität und Laufleistung mit entsprechenden Neureifen vergleichbar, da sie die gleichen Qualitätsstandards erfüllen. Flugzeugreifen, die durch die Starts und Landungen sehr stark beansprucht werden, werden aus Kostengründen bis zu 12-mal runderneuert. Nutzfahrzeugreifen können bis zu 3-mal runderneuert werden.

## Verfahren

### Voraussetzungen und Vorbereitung
Voraussetzung für eine Reifenrunderneuerung ist immer eine einwandfreie Karkasse (Reifenunterbau). Eine wichtige Rolle spielen dabei zertifizierte Altreifen-Entsorger. Diese stellen sicher, dass nur geeignete Altreifen dem Runderneuerungs-Kreislauf hinzugefügt werden, wobei ungeeignete Reifen direkt fachgerecht entsorgt werden. Jede Karkasse wird bei der Eingangsprüfung vorab einer genauen Sicht- und Tastprüfung unterzogen. Attribute wie unter anderem Marke und Alter werden nach strengen Auswahlkriterien geprüft, beschädigte Reifen werden sofort aussortiert und einem stofflichen Verwertungs-Kreislauf zugeführt. Danach folgt die Shearografie-Prüfung – ein optisches, zerstörungsfreies Prüfverfahren zur Feststellung von äußerlich nicht erkennbaren Defekten. Das Verfahren erkennt Fehler wie Gürtelkantenlösungen, Lösungen zwischen den Karkassenlagen, Verletzungen durch eingedrungene Teile, Lufteinschlüsse oder Feuchtigkeit. Anschließend wird das alte Profil durch computergesteuerte Raumaschinen abgeraut. Das dabei entstandene Raumehl wird der stofflichen Verwertung zugeführt und weiterverarbeitet.
Bei erneuerbaren Reifen folgt die Reparatur von Gummi und Unterbauverletzungen, z. B. Einbau von Nagellochpflastern, Durchschlagsreparaturen, Ausschleifungen von Rost im Stahlcordbereich sowie Wulstreparaturen. Zuletzt folgt eine erneute Zwischenprüfung, bevor die so vorbereitete Karkasse dem nächsten Produktionsschritt zugeführt wird.
Grundsätzlich wird in zwei verschiedene Verfahren unterschieden: die Kalt- und die Heißerneuerung.

### Kalterneuerung
Die Kalterneuerung (nur für Nfz-Reifen) ist eine formunabhängige Runderneuerung, bei der ein bereits vulkanisierter Laufstreifen verwendet wird. Dieser wird mittels einer unvulkanisierten Bindegummischicht auf die abgeraute Karkasse aufgebracht. Danach folgt eine weitere Belegung direkt nach Aufbringung des Bindegummis mit einem vorvulkanisierten und profilierten Laufstreifen. Anschließend wird der Reifen in eine Gummihülle gepackt und unter Vakuum gebracht. Im nächsten Schritt findet die Vulkanisation statt. Im Autoklav (Heizkessel) entsteht eine Verbindung zwischen Karkasse, Bindegummi und Laufstreifen. Die Vulkanisation dauert ca. 4 Stunden bei einer Temperatur von ca. 110 °C.
Zum Schluss wird der Reifen nochmals einer Sichtkontrolle und Shearografieprüfung (diese wird nur bei Nfz-Reifen eingesetzt) unterzogen.

### Heißerneuerung
Die Heißerneuerung ist eine formgebundene Runderneuerung, bei der die Form- und Profilgebung in einer Heizpresse erfolgt. Auf die abgeraute Karkasse wird mit einem computergesteuerten Extruder von Wulst zu Wulst unvulkanisiertes Material auf die Lauffläche und Seitenwände aufgetragen. Die belegte Karkasse, der sogenannte Rohling, wird in einer Heizform mit dem gewünschten Laufflächenprofil bei ca. 165 °C – je nach Reifenart – 30 Minuten bis 4 Stunden vulkanisiert. Der Reifen erhält hiermit sein Profil durch den Übergang des Gummi vom plastischen in den elastischen Zustand.
In der Endkontrolle werden auf halbautomatischen Entgratmaschinen, wie schon an mehreren Arbeitsschritten zuvor, Rundlauf- und Druckprüfungen vorgenommen und das überschüssige Gummimaterial entfernt.

## Nutzung

### PKW
Genau wie die Runderneuerung schont die Reifenreparatur wertvolle Ressourcen. Statt einen defekten Reifen auszutauschen und durch einen Neureifen zu ersetzen, können bestimmte Schäden repariert werden. Dank fachmännischer Reparaturen ist ein Reifen länger im Einsatz, es werden weniger natürliche Rohstoffe verbraucht und Abfall vermieden. Bei einem Austausch des Reifens müssen wegen unterschiedlicher Profiltiefen oft sogar zwei Neureifen aufgezogen werden. Auch dieses Material lässt sich durch eine Reparatur einsparen.

### Nutzfahrzeuge
Baumaschinen, Erdbewegungsmaschinen, Forstmaschinen, Traktoren, Busse und Lkw sind täglich großen Belastungen ausgesetzt. Beschädigungen an den Reifen sind deshalb keine Seltenheit. Der Kauf eines Nfz-Reifens ist eine größere Investition.
Die Reparatur von Nfz-Reifen ist eine Alternative, um Kosten zu sparen und um einen Beitrag zum Umweltschutz zu leisten. Die Reparatur verlängert die Lebenszeit eines Reifens. Zugleich werden dabei Rohstoffe geschont und Abfall vermieden. Die Reparatur von Nfz-Reifen ist in vielen Fällen möglich und sinnvoll.

### Flugzeuge und Spezialfahrzeuge
Flugzeugreifen werden bis zu 12-mal runderneuert. Nach ca. 150 Starts und Landungen, bei denen die Pneus Geschwindigkeiten von über 250 km/h unter Höchstbelastung aushalten müssen, werden die Reifen runderneuert. Die Technologie der Runderneuerung ist so weit fortgeschritten, dass die Flugzeugreifen selbst mehrere hundert Tonnen Gewicht und Geschwindigkeiten von über 250 km/h bei einer Beschleunigung von null auf rund tausend Umdrehungen höchste Sicherheitsanforderungen standhalten. Start- und Landebahnen auf den Flughäfen haben einen besonders rauen, griffigen Asphaltbelag. Bei den Landungen müssen die Reifen bestmöglich greifen und sind großen Belastungen und Abrieben ausgesetzt.
Nicht nur Flugzeuge, auch Tankfahrzeuge auf Flughäfen können mit runderneuerten Reifen ausgerüstet werden. Durch den groben Untergrund auf Flughäfen verschleißen die Reifen von Tankfahrzeugen schnell. Deshalb sind spezielle Flughafenreifen notwendig, die teuer in der Anschaffung sind. Mit einem adäquaten Profil für den Flughafen sind runderneuerte Reifen genauso leistungsfähig wie Neureifen, aber können die Kosten für Pneus um etwa zwei Drittel reduzieren.

## Umweltbilanz
Bei der Herstellung eines zum Beispiel heißerneuerten Reifens werden im Vergleich zum Neureifen zwei Drittel weniger Treibhausgase erzeugt. 100 kg CO2 pro Reifen entsprechen bei 5 Millionen Reifen einer Einsparung von bis zu 500.000 t pro Jahr. Zudem sind runderneuerte Reifen ein Beispiel für die Kreislaufwirtschaft: Durch die Runderneuerung erhalten Reifen mindestens ein neues Leben und bleiben so länger im Wertstoffkreislauf – die Bestandteile des Reifens werden länger genutzt und der Reifen muss erst sehr viel später entsorgt werden. Der Einsatz von runderneuerten Reifen vermindert Abfall, spart Ressourcen ein und reduziert gleichzeitig das Reifenaufkommen.
Einigen Flottenbetreibern ist es wichtig, dass die eigenen Karkassen runderneuert werden, sodass sie die Qualität der Karkassen kennen. Sie setzen die Karkassen oft zwei- oder dreimal ein, wenn der mit dem Einsatz von runderneuerten Reifen erzielte Kilometerpreis die wirtschaftlich beste Alternative darstellt.

## Zukunft
Die Runderneuerung von Markenreifen hat in Europa Zukunft. Eine Studie aus den USA prognostiziert dem weltweiten Runderneuerungsmarkt bis 2032 eine Steigerung des Marktvolumens von 11,2 Milliarden US-Dollar auf 20 Milliarden US-Dollar. Das liegt aus Expertensicht vor allem daran, dass runderneuerte Reifen einen signifikanten Beitrag zur gesetzlich vorgeschriebenen Senkung der CO2-Emissionen im Straßengüterverkehr leisten.